# 埃及神话

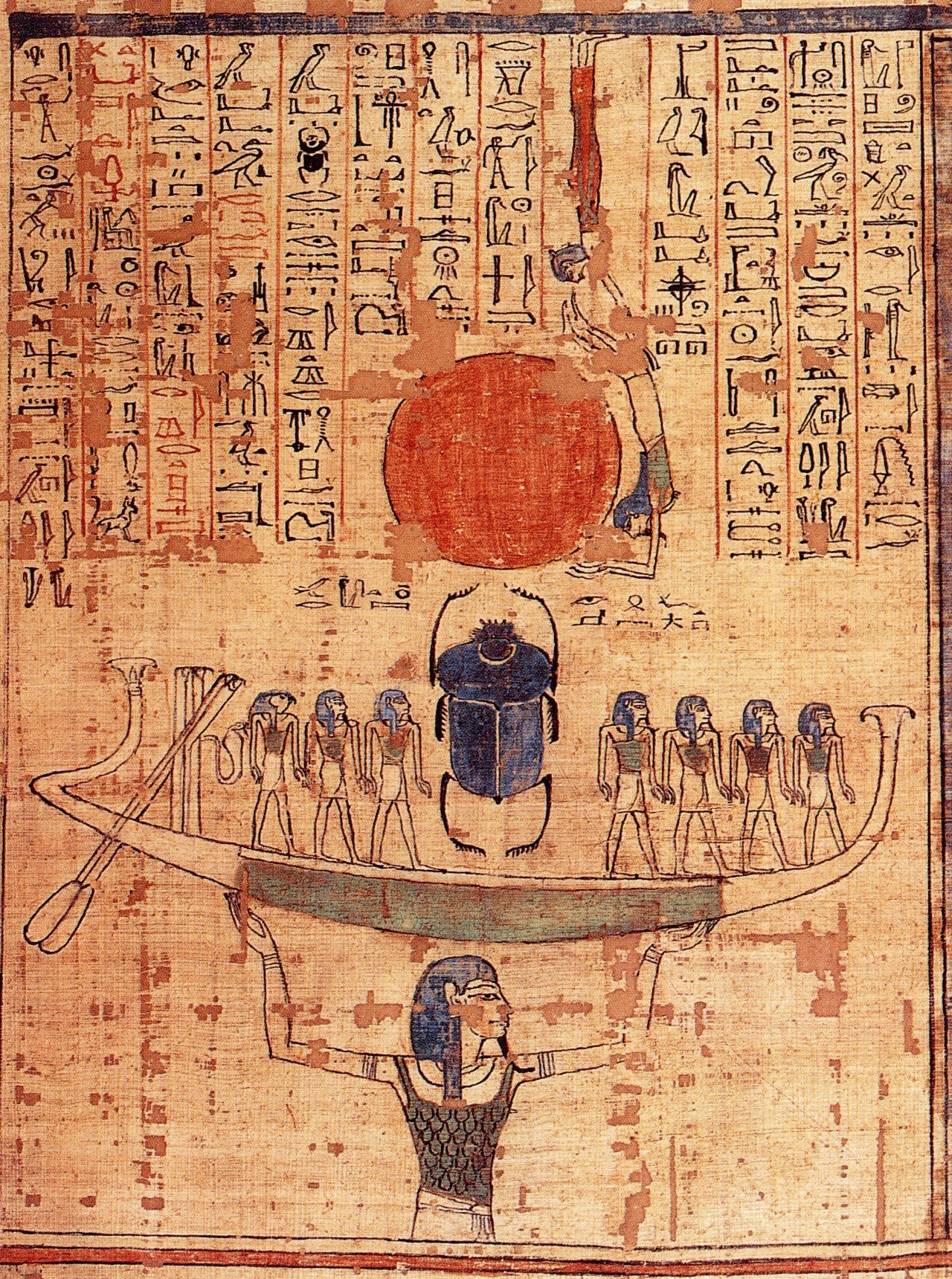
在创世时，代表原初之水的神努恩，将太阳神拉所乘坐的三桅帆船举向天空

埃及神话指源自古埃及的一系列神话。通过描绘众多神明，古埃及人得以更好地理解当时的整个世界，这些神话故事也是古埃及宗教的重要组成部分。埃及神话在古埃及文学和艺术作品中频繁出现，在流传至今的古埃及短篇故事、宗教仪式所用的赞美诗、祭文、丧葬铭文及神庙饰物中也可以看见埃及神话的踪影。不过这些神话材料往往支离破碎，很少能将一个完整的神话故事概括下来，而是更多地侧重于神话故事的某个片段。
受自然界的各种循环所启发，古埃及人认为当下的时间是循环往复的，而过去的时间则是线性的。神话的背景设在世界之初，而神话传说则为当下的时间循环定下基调。古埃及人认为，当下的事件往往重复着神话事件，这个过程伴随着玛阿特（宇宙中的基本秩序）的再现。埃及神话中最重要的几个事件有创世神话，其中众神在最初的混沌中创造了世界；太阳神拉对世界进行统治；以及奥西里斯神话，其中代表正义的神奥西里斯、伊西斯及荷鲁斯与邪恶与无序之神赛特进行斗争。古埃及人常把日常生活中的事件看作神话传说中的一部分，如日夜循环即被视作太阳神拉在白昼穿过人世，并在黑夜穿过冥界。这些神话传说所反映的主题包括秩序之神玛阿特与混沌之神阿佩普之间的斗争、国王世代维系“玛阿特”的必要性，以及奥西里斯的死而复生等。
神话中的同一处细节，往往随着出处的不同而大相径庭，有时甚至互相矛盾。在描述神话传说时，人们多用隐喻，以更好地将神的行为以至精神传递给其他人，因此不同版本的神话背后传达着的象征意义也各不相同，从而使古埃及人能以不同角度了解他们所崇拜的神明，也进一步了解他们所处的整个世界。
埃及神话体系对埃及的文化产生了深远的影响。它不仅塑造了古埃及的宗教仪式，还在古埃及人的心中为国王的神权统治打下了意识基础。神话中的各种场景与符号出现在神庙、陵墓以至死者的护身符上。而在文学领域，人们在赞美诗或寓言故事中大量引用神话元素，这也反映出埃及神话已经深入古埃及人生活的方方面面。

## 世界观

### 玛阿特
“玛阿特”（英文：maat/ma'at，埃及文转写：m3ˁt）指的是古埃及信仰中整个世界的基本秩序。玛阿特建立于世界之初，与周围先于其出现的混亂相对。玛阿特不仅代表了人们在俗世中有序的行为，还象征着自然界各种循环的正常运转，这些都是埃及人幸福生活的基础。正因为神明（无论善恶）掌管着宇宙规律，描述神明行为的埃及神话自身也被认为反映了对世界的合理运转与生命的正常维系。
对埃及人来说，维护世间“玛阿特”的就是国王/法老本人。在不同的神话中，国王是不同神明的孩子，因此法老是古埃及人在尘世间的代理人，肩负着维持世间秩序的重任，并保证与人们正常生活密切相关的各种宗教仪式的正常进行。

### 世界的形态

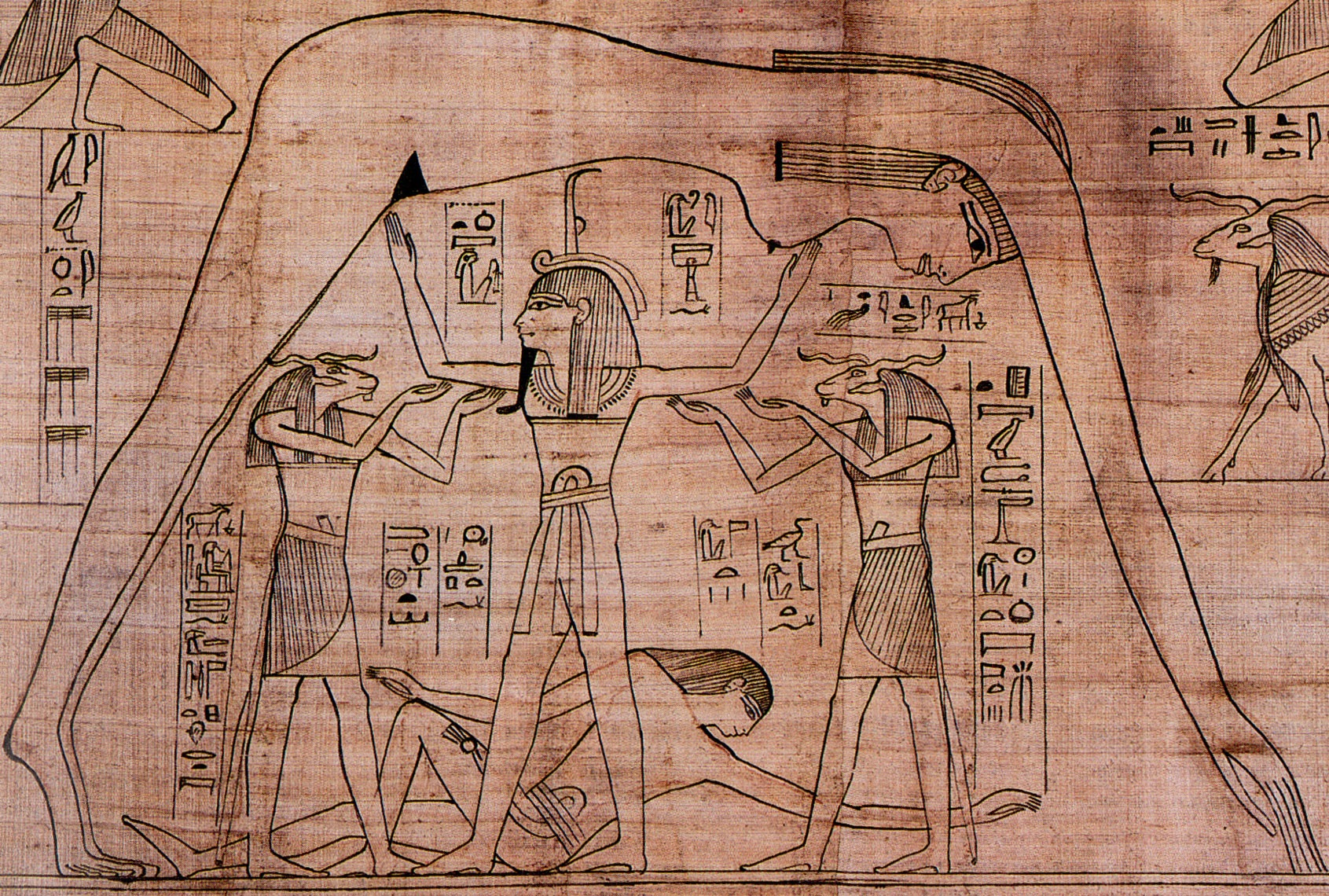
空气之神舒在其它神明的帮助下，举起天空之神努特，下方则是大地之神盖布

在古埃及神话体系中，世界之外是一片无垠的混沌之水，即“原初之水”，具象为神努恩。大地则一般被认为是扁平状，体现为大地之神盖布，笼罩于其上的是一片天空，体现为天空之神努特。天空和大地之间由空气之神舒分隔开。人们认为太阳神拉在白昼时经过天空，穿过努特的身体，并将光芒带给大地，使整个人间得以复苏。在夜晚拉神向西穿越地平线进入冥界，后者位于地下，是一片与原初之水相接的神秘地区，与人间上下颠倒。在清晨，拉神穿越冥界并向东重新返回地平线。
天空究竟是什么，冥界究竟在何处，这些问题人们都无法确定。古埃及当代文献对太阳神夜晚行为的描述有所不同，据说拉神在夜晚穿越地下，并穿过天空之神努特的身体。埃及学家詹姆斯·艾伦认为这些对太阳神运动轨迹的解释虽然看起来有所出入，但是能够共存：努特代表着原初之水最外层的表面，这层表面能为人们所见，漂浮着繁星。因此太阳神驾着驳船，周期性地穿过原初之水，并在夜间跨越地平线，并达到笼罩在冥界之“上”的冥界“天空”。而之前另一位埃及学家莱昂纳德·莱斯科则认为古埃及人将天空看作一片坚硬的斗篷，并在夜间自西向东穿越冥界，运动轨迹位于冥界“天空”之上。若安娜·孔曼在莱斯科的研究基础上进一步认为，埃及神话中的天空是个凹陷的穹顶，动态地笼罩在凸起的地面上。太阳和繁星与天空一同在地面上空移动着，在夜间也是如此，只不过夜间它们巡视的地区古埃及人无法看见，这一地区也就是冥界。
尼罗河谷的肥沃地区（下埃及）以及尼罗河三角洲地区（上埃及）在古埃及世界观中位于核心地位。在上下埃及之外则是贫瘠的荒漠，人们往往把这些地区与世界之外的混沌联系起来。荒漠之外是两座分别位于极西和极东方的“地平线山”，这也是太阳神出入冥界的地方。
埃及以外的国家往往被与神话中的荒漠联系在一起，因此那些地方的人们一般也被归于“九弓”民族，后者是全埃及的敌人，时常危及法老的统治，并破坏玛阿特，但真正所指的民族随着时间的推移会有所不同。而与埃及结盟或臣属于埃及的民族则通常能获得更积极的评价。也是基于上述原因，古埃及神话中的事件很少发生在埃及土地之外。
尽管部分神话事件发生在天界或冥界，诸神们基本还是在埃及的土地上进行活动；然而即使处于同一土地之上，诸神所在的位面也往往与人间不同，不过也有少数例外，人类偶尔会与众神产生互动。但有一个原则是保持不变的：埃及神话中的众神是与“凯麦特”紧紧联系在一起的。

### 時間觀
古埃及人的時間觀念受到當地環境的強烈影響。日復一日，太陽朝升夕落，給埃及的土地帶來光明，並指導人們合理作息；每年尼羅河定期氾濫，使土壤重新肥沃起來，繼而維持當地發達的農業。這些週期性的事件使得古埃及人認為，時間是由一個個周而復始的事件所組成的，使眾神和整個世界得以永生，並受到瑪亞特的制約。儘管古埃及人能意識到，不同時期的歷史事件略有不同，週期性的歷史觀仍然主導著古埃及人的生活。
在很多古埃及的神話故事中，諸神生活在“上古”時期，並在埃及的土地上進行統治。埃及人普遍認為，之後埃及國王以至法老的權力是從諸神之中傳遞下來的。在這一所謂的“上古”時期是時間的“起點”，太陽神拉尚未在天空中開始他日夜往復的航行，人間世界也尚不存在與神話相對應的週期性事件。而在時間的盡頭，整個世界的迴圈終止，世界趨於毀滅。無論是世界之初還是世界末日，這些遙不可及的事件往往更適合於進行線性敘述，因此並沒有被古埃及人描述成另一個週期性的事件，約翰•貝恩斯也因此認為這些線性事件所描述的才是所謂的“真實”的“神話時間線”。不過，在埃及神話中還是能發現迴圈的痕跡：埃及人認為，神話中的事件是永遠成立的，並適用于相對應的現實生活。當古埃及人現實生活中的事件能與神話傳說相掛鉤時，人們常常舉辦宗教儀式，以儀式慶典的方式再次經歷這一神話事件。宗教儀式使得整個世界的時間週期性地重返“上古”神話時期，並使整個世界的生命得以“重啟”。

### 生死观
古埃及人对死亡和死后世界有着特别的认识。他们认为，人体是体内灵魂——“卡”的容器，而在人死之时，“卡”将离开人体，因此“卡”常被称作“生命力”。人在世时，“卡”由人体食物摄入得以维持，而在人死后，“卡”也必须得到供养。这种供养通常是以食物供品的形式，因为人们认为“卡”还能够从食物中汲取精华。
除“卡”之外，每个人还拥有另一种灵魂——“巴”，对应着每个人独一无二的灵性。与“卡”不同，“巴”在人死后留在人体中。在古埃及丧葬仪式中，人们试图“释放”尸体中的“巴”，使其能够自由地在天空中翱翔，并最终与“卡”重新结合在一起形成完整的灵魂“阿赫”。不过，对尸体的保存也很重要，因为人们相信在每天夜晚，“巴”将回到尸体中以迎接新生，以便在清晨重新成为“阿赫”。因此在人死后，身体必须被保留，以保证灵魂拥有自己的居所，尸体防腐术和木乃伊由此应运而生。有一本古书记载了一段对人死后复生的描述：“你的肉体将会活过来，你的骨头会把你的身体支撑起来，你身体的各部分器官都将重新为你组合在一起。”

“巴”常被刻画成人首鸟身的形态。

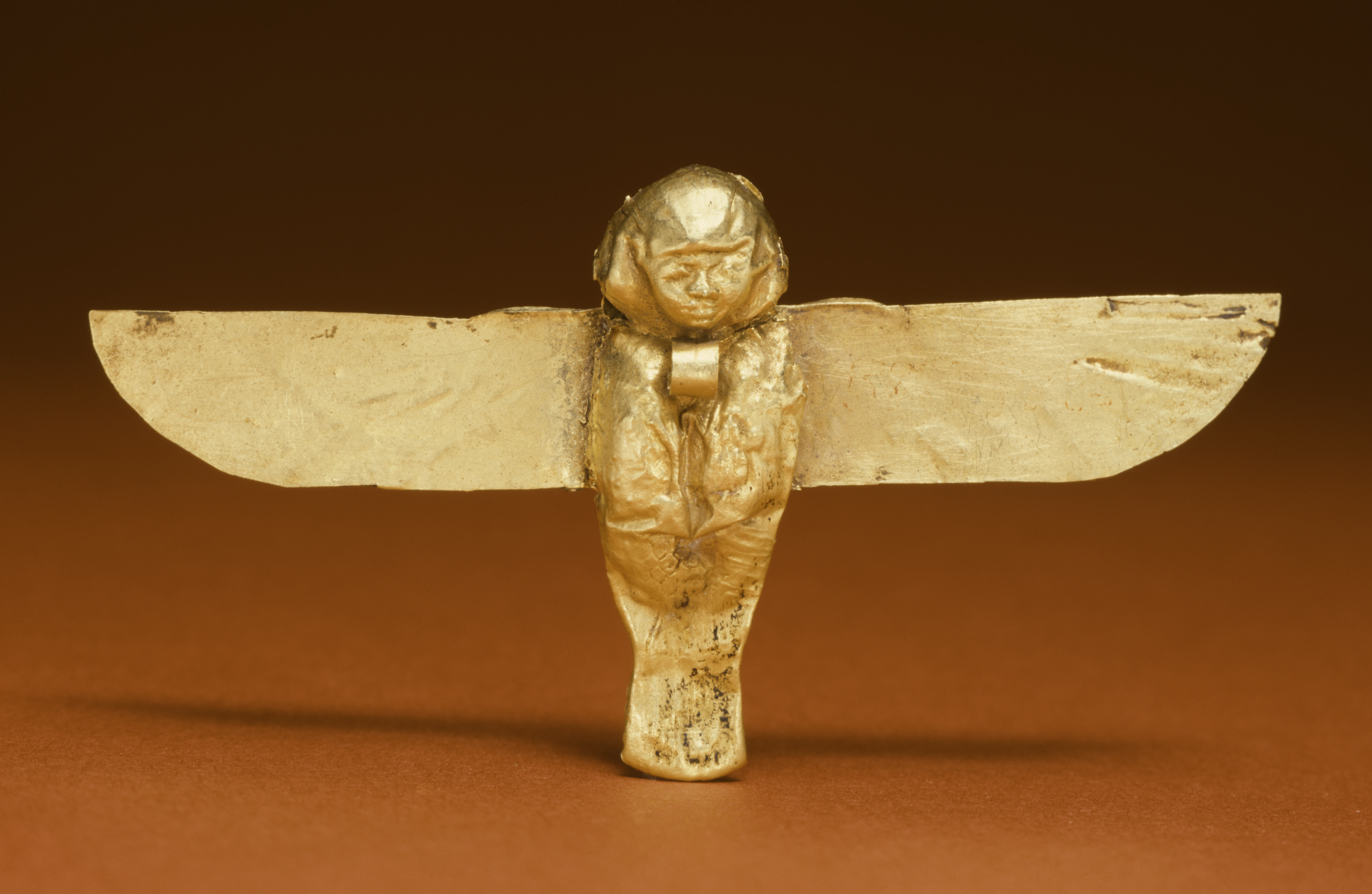
这枚呈“巴”形态的黄金挂饰来自托勒密埃及时期可能被用作护身符，现藏巴尔的摩沃特斯艺术博物馆。

“阿赫”的象形文字

在古埃及历史的早期，人们认为去世国王的灵魂将升至天空中，并居于星辰之上。而在古王国时期，由于赫利奥波利斯诸神体系重要性的提升，国王的生死逐渐与太阳神拉的昼夜循环以及冥界之主奥西里斯联系在了一起。
除“卡”、“巴”及“阿赫”之外，古埃及人眼中的灵魂还包括“仁（Ren）”、“依比（Ib）”和“舒特（Sheut）”，其中“仁”代表人的真名与身分；“依比”代表人的心脏，是善行与恶行的见证，并将接受死后审判的考验；“舒特”则为人的影子。

#### 亡灵书
亡灵书（也称作“死者之书”）是一本与死者一同下葬的纸莎草纸制书籍，通常包括数百篇咒语文本、赞美诗和插图等，因为人们相信它会保护死者平安进入冥界。有时这些文本也被刻在墓室的墙壁上。现在已经发现的亡灵书中，较为有名的是公元前1240年的《阿尼文稿》。除了咒语文本，它还包括许多描绘阿尼和他的妻子穿越冥界的情景的图画。
埃及人通常把死亡看作是一次危险旅程的开端，而不是生命的终点。为了到达神明居住的地方——芦苇原，他们必须首先穿越冥界。每一部亡灵书都是为某位将要进行这次旅程的死者量身订做的，它包括最适合于死者生前生活的咒语和赞美诗，以及给死者死后旅程中每一次试炼所准备的回答参考。这些试炼中最具决定性的则是死后审判——即著名的“心脏称量”。

#### 死后审判
在新王国时期埃及成熟的灵魂观中，在人死后，灵魂将在冥界遭遇一系列超自然因素的考验，并最终接受被称作“心脏称量”的最终审判。在“心脏称量”过程中，死者的灵魂首先被阿努比斯带入奥西里斯所在的审判厅，此后诸神将心脏中映射出的死者生前所作所为与“玛阿特”的规则相对照，来判断死者生前是否能遵循“玛阿特”。这一过程一般被物化为实际的称量过程——秤的一边是死者的心脏，而另一边则是玛阿特的羽毛，在秤旁主持称量仪式的则是阿努比斯，而托特则在另一侧记录称量结果。如果死者心脏比玛阿特的羽毛更轻，则死者通过审判，他的“卡”与“巴”相结合形成完整的灵魂“阿赫”，并被阿努比斯带至冥界之主奥西里斯身边，进入芦苇原得以永生；如果死者心脏更重，死者的心脏将被恶魔阿米特所吞噬，丧失永生的机会。
关于“阿赫”的目的地，还有其它几种说法。人们通常认为，死者在通过审判之后将进入“奥西里斯之所”——芦苇原，这是一片枝繁叶茂的绿色天堂。而所谓“太阳神中心说”——死者灵魂将与太阳神拉一同经历天空之旅，主要在皇室之间流传，不过也有着一定的人气。在中王国以至新王国时期，越来越多的人们开始相信，真正的灵魂“阿赫”在人死后还会重返人间，并对人间事务产生神秘的影响。

## 主要神话
以下部分是关于埃及神话体系中的一些最为重要的神话事件。由于埃及神话往往呈片段化，从古埃及人的著作中很难推断神话事件发生的严格次序。不过，以下的事件还是大体按照笼统的先后顺序排列的。 

### 创世神话
古埃及分三個城邦，分別是赫利奥波利斯、赫爾莫波利斯、孟菲斯，每個城邦都各有自己的主神與創世神話，而底比斯強盛有名之後也發展了自己的創世神話，而每個創世神話其實都大同小異，其中以赫里奥波里斯的創世神話最為有名。

#### 赫利奥波利斯創世神話
世界之初，只有名為努恩的原初之水，而後太陽神阿圖姆—拉使自己從原初之水努恩中誕生，為使自己有地方站立，又創造了第一片土地—奔奔，阿图姆站在奔奔上吐出了空氣之神舒與溼氣女神泰芙努特，之後這兩位神相戀結合生出了天空之神努特與大地之神盖布；由於天空之神努特與大地之神蓋伯十分相愛，整日形影不離，使的天與地間幾乎沒有空間，萬物無法生長而太陽也無處航行，於是阿圖姆便命令空氣之神將其分開，使他們在一年三百六十天內皆不得相見，此舉動被路過的智慧之神托特看見並認為他們太可憐，便與月神下塞尼特用贏得的月光創造了五個多出來的日子（這也是一年三百六十五天的原因），使的努特與盖布可以有躲避禁令的五天，而原本就懷孕的努特也在這期間生了四個小孩：奥西里斯、伊西斯、赛特、奈芙蒂斯。

#### 赫爾莫波利斯創世神話
從混沌中生出了由四對女／男性神（即八元神）組成，其男神形象皆為青蛙，而女神形象則為蛇： 
納烏奈特/努恩：原初之水 
考克特/庫：代表黑暗 
赫海特/胡：代表永恆 
阿蒙內特/阿蒙：代表空虛 
後來八元神們的互動最終達不到平衡，於是產生出了出原初之丘與原初之卵，眾神便將卵放在丘上，太陽神便從中誕生。

#### 孟菲斯創世神話
創世神普塔命令努恩（或八元神）生出原初之蓮奈芙蒂斯，進而從中生出太陽神。

#### 底比斯創世神話
將前三個創世神話中諸神的所有神跡改為阿蒙的功績，使底比斯的主神權力變大。

#### 阿瑪特教創世論
阿瑪特教沒有具體的神話故事，但在《死者之書》中略有提及阿頓神如何造創世界。在阿肯那頓法老所創作的讚美詩中，作者讚頌阿頓神以陽光使生物得以生長，並且使土地產出各種食物以滋養生物和為生物的壽命定下期限等等。

## 借用埃及神話世界观的当代作品
漫畫
- 王家的紋章
- 遊戲王
- 大祭司伊姆霍特普（Im~イム~）
- 九柱神ENNEAD
- X尋寶探險隊①木乃伊軍團

遊戲
- 神話世紀
- 魔獸世界：浩劫與重生（「奧丹姆」相關地圖）
- 埃及艳后
- Bradyon Veda
- 天使之戀2（ / ）
- 神魔之塔
- 魔法風雲會 （阿芒凱環境）
- 刺客信条：起源（2017）
- 神之浩劫

電影
- 神鬼傳奇
- 魔蝎大帝
- 埃及艳后 (1934电影)
- 埃及艳后 (1963年电影)
- 埃及艳后 (1999年电影)
- 荷魯斯之眼：王者爭霸
- 神鬼傳奇 (2017年電影)

小說
- 埃及守護神
- 地獄系列
- 《查理九世之法老王之心》
- 埃及王子系列（Reawakened Series）

電視劇
- 月光騎士

## 脚注与参考文献

## 其它引用
- Allen, James P. . Yale Egyptological Seminar. 1988. ISBN 0-912532-14-9.
- Anthes, Rudolf. . Kramer, Samuel Noah  (编). . Anchor Books. 1961.
- Assmann, Jan. . Translated by David Lorton. Cornell University Press. 2001 [1984]. ISBN 0-8014-3786-5.
- Baines, John. . Journal of Near Eastern Studies. April 1991, 50 (2). JSTOR 545669.
- Baines, John. . Loprieno, Antonio  (编). . Cornell University Press. 1996. ISBN 90-04-09925-5.
- Bickel, Susanne. . Johnston, Sarah Iles  (编). . The Belknap Press of Harvard University Press. 2004. ISBN 0-674-01517-7.
- Conman, Joanne. . Studien zur Altagyptischen Kultur. 2003, 31.
- David, Rosalie. . Penguin. 2002. ISBN 0-14-026252-0.
- Dunand, Françoise; Christiane Zivie-Coche. . Translated by David Lorton. Cornell University Press. 2005 [2002]. ISBN 0-8014-8853-2.
- Frankfurter, David. . Meyer, Marvin; Mirecki, Paul  (编). . E. J. Brill. 1995. ISBN 0-8014-2550-6.
- Hart, George. . University of Texas Press. 1990. ISBN 0-292-72076-9.
- Hornung, Erik. . Translated by John Baines. Cornell University Press. 1982 [1971]. ISBN 0-8014-1223-4.
- Hornung, Erik. . Translated by Elizabeth Bredeck. Timken. 1992. ISBN 0-943221-11-0.
- Lesko, Leonard H. . Shafer, Byron E.  (编). . Cornell University Press. 1991. ISBN 0-8014-2550-6.
- Lurker, Manfred. . Translated by Barbara Cummings. Thames & Hudson. 1980 [1972]. ISBN 0-500-27253-0.
- Meeks, Dimitri; Christine Favard-Meeks. . Translated by G. M. Goshgarian. Cornell University Press. 1996 [1993]. ISBN 0-8014-8248-8.
- Morenz, Siegfried. . Translated by Ann E. Keep. Methuen. 1973 [1960]. ISBN 0801480299.
- O'Connor, David; Quirke, Stephen (编). . UCL Press. 2003. ISBN 1-84472-004-7.
- Pinch, Geraldine. . Oxford University Press. 2004 [2002]. ISBN 0-19-517024-5.
- Quirke, Stephen. . Thames and Hudson. 2001. ISBN 0-500-05107-0.
- Redford, Donald B. (编). . Oxford University Press. 2001. ISBN 0-19-510234-7.
- Ritner, Robert Kriech. . The Oriental Institute of the University of Chicago. 1993. ISBN 0-918986-75-3.
- Tait, John (编). . UCL Press. 2003. ISBN 1-84472-007-1.
- Tobin, Vincent Arieh. . P. Lang. 1989. ISBN 0-8204-1082-9.
- Traunecker, Claude. . Translated by David Lorton. Cornell University Press. 2001 [1992]. ISBN 0-8014-3834-9.
- Wilkinson, Richard H. . Thames & Hudson. 1993. ISBN 0-500-23663-1.

## 拓展阅读
- Armour, Robert A. . The American University in Cairo Press. 2001 [1986]. ISBN 977-424-669-1.
- Ions, Veronica. . Peter Bedrick Books. 1982 [1968]. ISBN 0-911745-07-6.
- James, T. G. H. . Grosset & Dunlap. 1971. ISBN 0-448-00866-1.
- Sternberg, Heike. . Harrassowitz. 1985. ISBN 3-447-02497-6 （德语）.
- Tyldesley, Joyce. . Allen Lanes. 2010. ISBN 1-84614-369-1.